# Dasiops mochii
Dasiops mochii är en tvåvingeart som först beskrevs av Mario Bezzi 1919.  Dasiops mochii ingår i släktet Dasiops och familjen stjärtflugor. Inga underarter finns listade i Catalogue of Life.